# Nazionale maschile under 19 di calcio del Belgio
La nazionale di calcio belga Under-19 è la rappresentativa calcistica Under-19 del Belgio ed è posta sotto l'egida della Federazione calcistica del Belgio.
La selezione compete per il campionato europeo di calcio Under-19, manifestazione in cui è riuscita a qualificarsi in quattro occasioni: nel 2002, nel 2004, nel 2006 e nel 2011. In nessuna di queste occasioni, tuttavia, è riuscita a superare la prima fase a gironi.

## Piazzamenti agli Europei Under-19
- 2002: Fase a gironi
- 2003: Turno di qualificazione
- 2004: Fase a gironi
- 2005: Fase Elite
- 2006: Fase a gironi
- 2007: Turno di qualificazione
- 2008: Turno di qualificazione
- 2009: Fase Elite
- 2010: Fase Elite
- 2011: Fase a gironi
- 2012: Fase Elite
- 2013: Fase Elite
- 2014: Fase Elite
- 2015: Fase Elite
- 2016: Fase Elite
- 2017: Fase Elite
- 2018: Fase Elite
- 2019: Fase Elite
- 2022: Fase Elite
- 2023: Fase Elite